# Pasaporte polaco

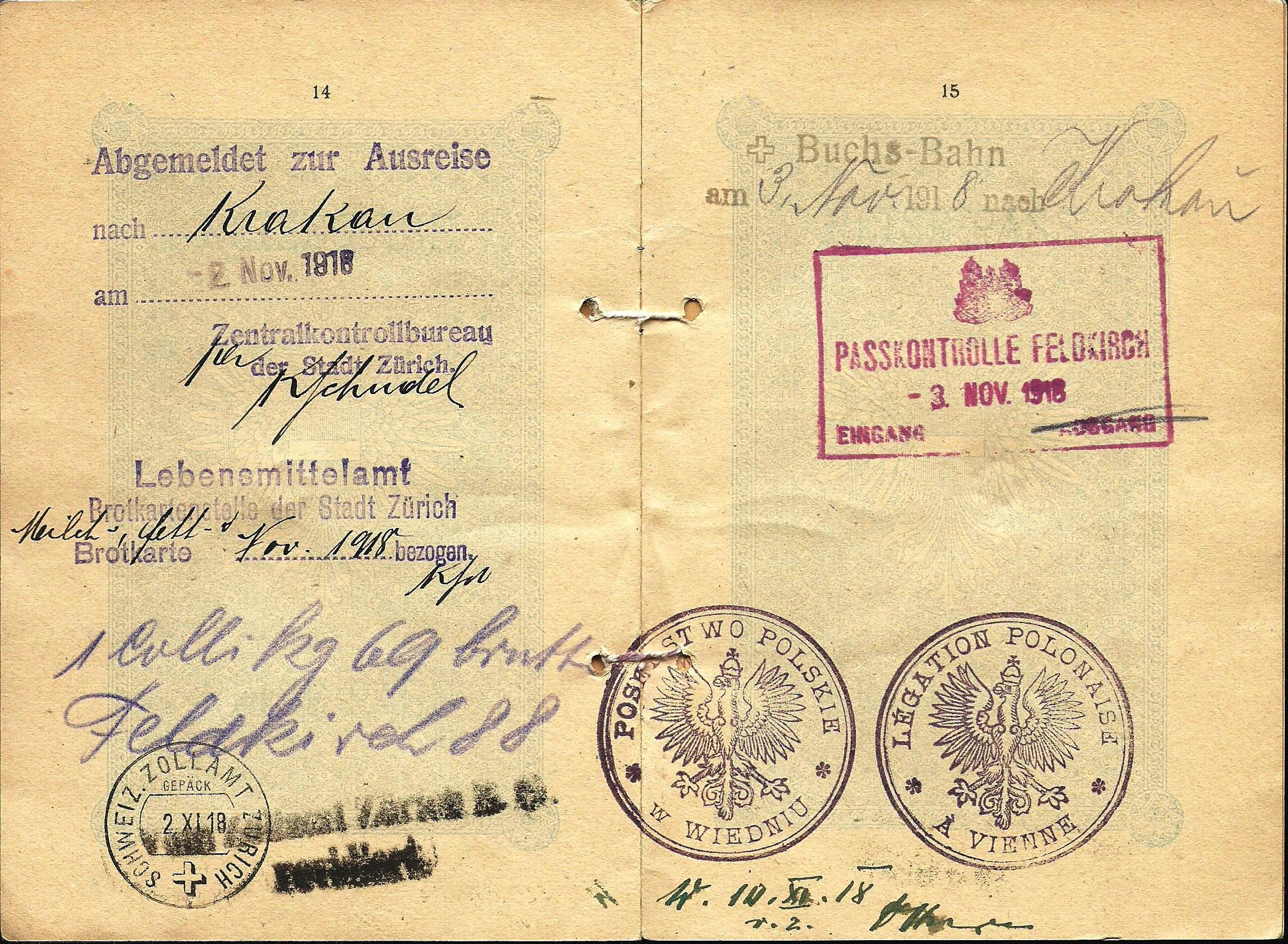
Validación consular polaca de un pasaporte, ejemplo muy temprano de la joven Segunda República, 1918.

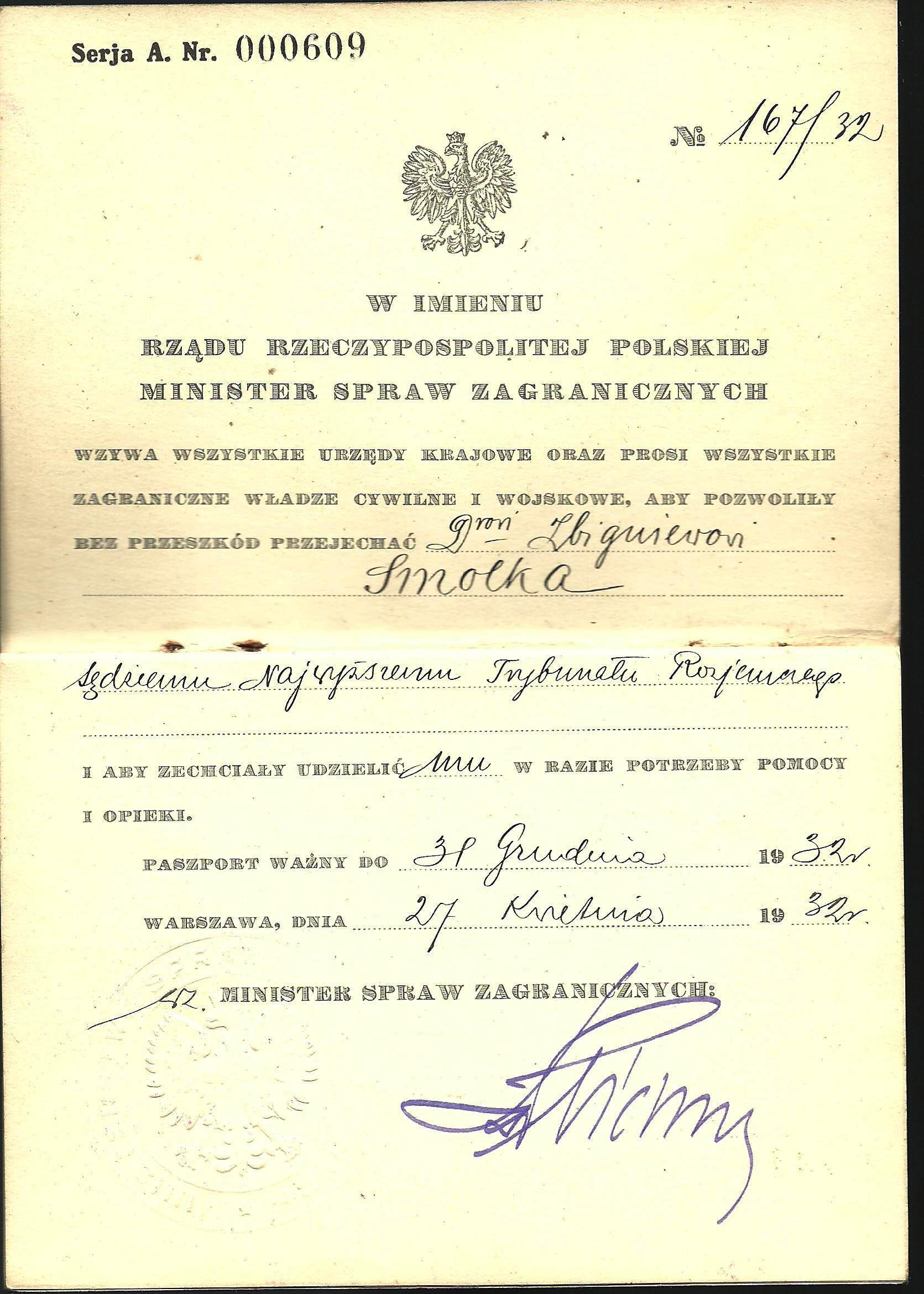
Pasaporte oficial polaco emitido por el Ministerio de Asuntos Exteriores en Varsovia, 1932.

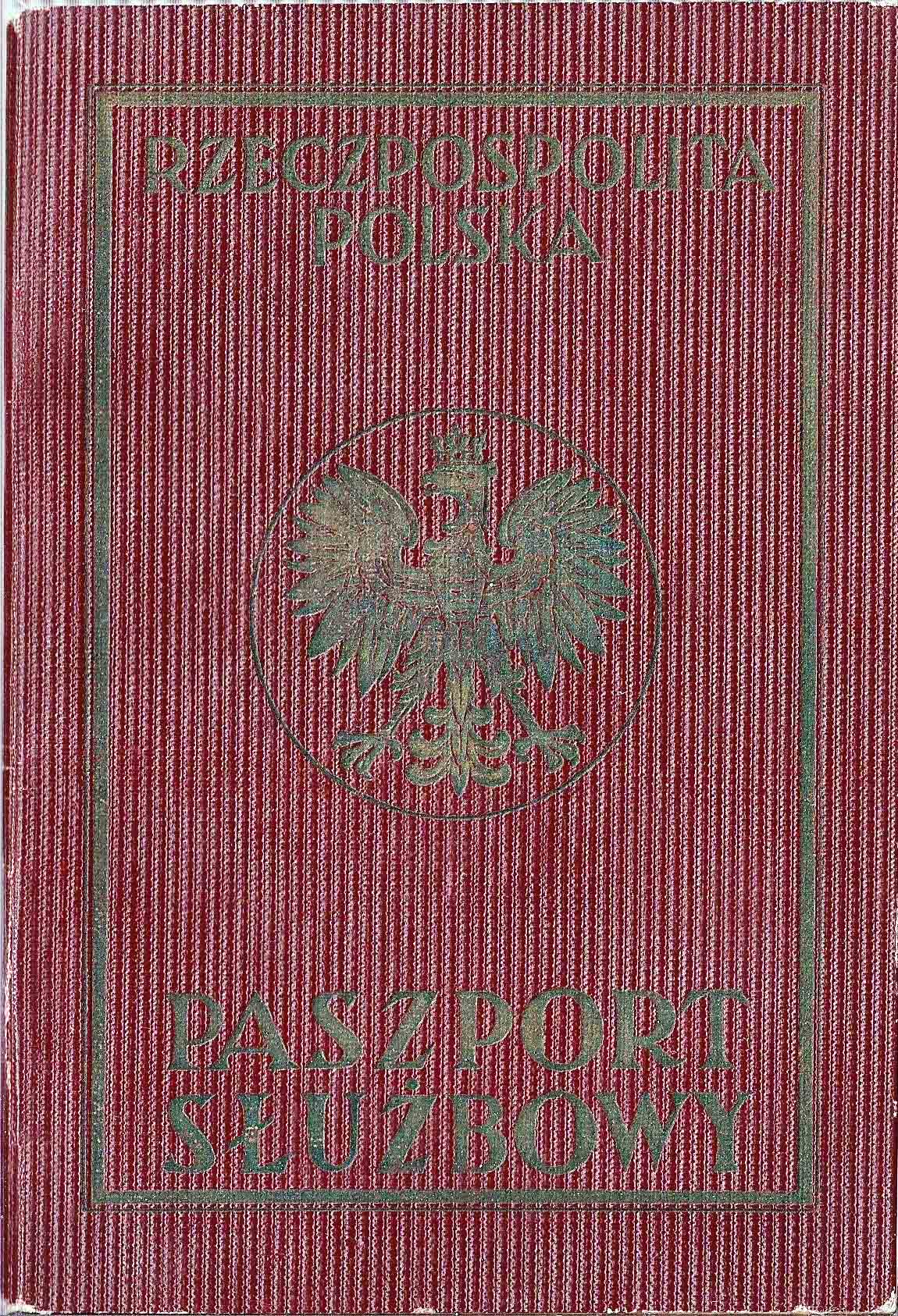
Pasaporte de servicio polaco utilizado por un empleado en el consulado en Alemania 1936-1939.

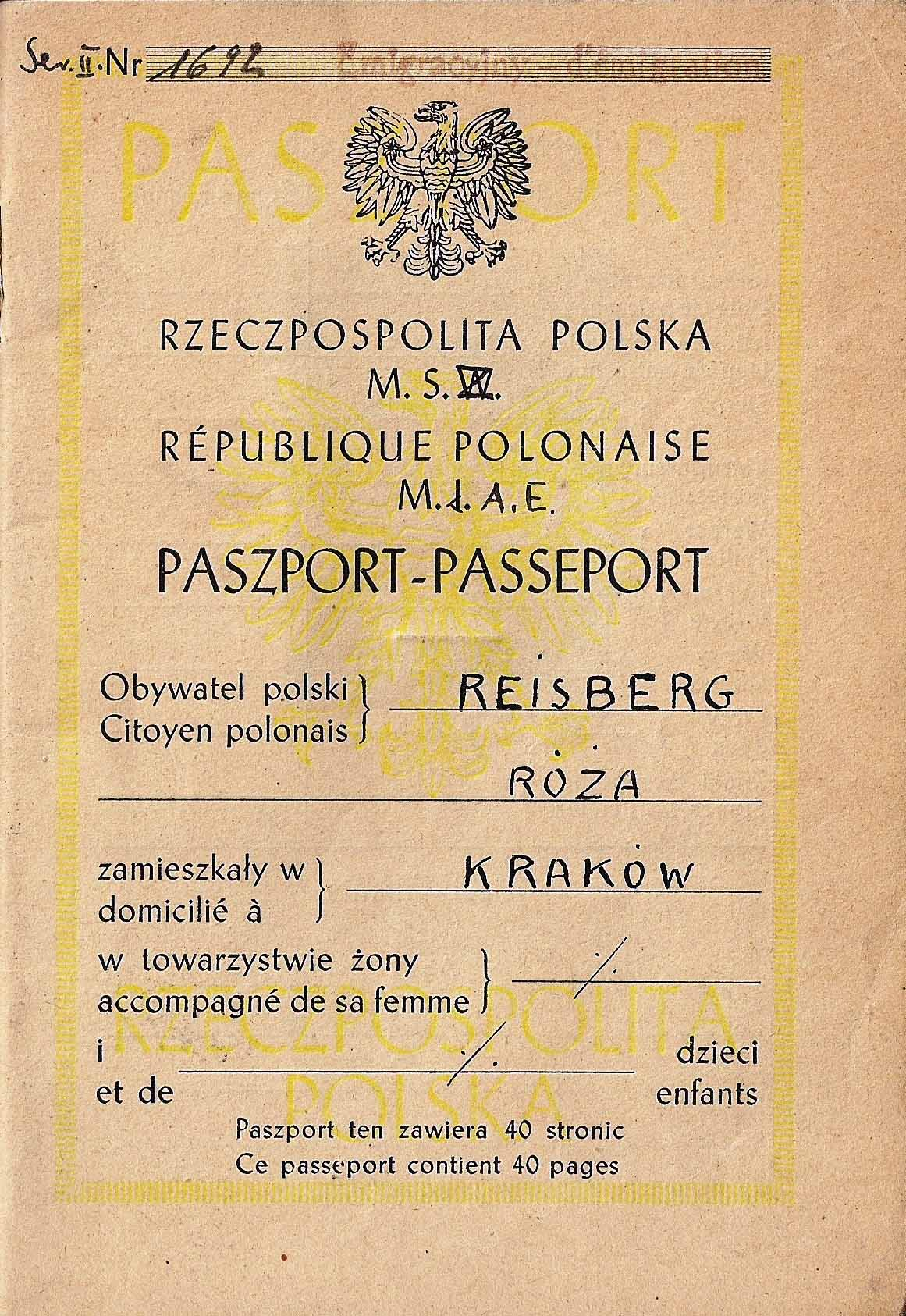
Primer pasaporte polaco de la posguerra, el diseño utilizado en la segunda mitad de 1945.

El pasaporte polaco (en polaco: Polska Paszport) es un documento de viaje internacional emitido a ciudadanos de Polonia, y también puede servir como prueba de ciudadanía polaca. Además de permitir al portador viajar internacionalmente y servir como indicación de ciudadanía polaca, el pasaporte facilita el proceso de obtener asistencia de los funcionarios consulares polacos en el extranjero u otros Estados miembros de la Unión Europea en caso de que un consular polaco esté ausente, si es necesario. 
Según el Índice de restricciones de visas de 2017, los ciudadanos polacos pueden visitar 162 países sin una visa o con una visa otorgada a la llegada. Los ciudadanos polacos pueden vivir y trabajar en cualquier país dentro de la UE como resultado del derecho de libre circulación y residencia otorgado en el Artículo 21 del Tratado de la UE.
Todos los ciudadanos polacos también son ciudadanos de la Unión Europea. El pasaporte, junto con el documento nacional de identidad, permite la libre circulación y residencia en cualquiera de los estados de la Unión Europea, el Espacio Económico Europeo y Suiza.

## Emisión y validez
Los pasaportes son emitidos por el Ministerio del Interior y las solicitudes se presentan en las oficinas de voivodía que tienen una oficina de pasaportes. Los pasaportes emitidos desde mediados de 2006 son de una variedad biométrica y son válidos por diez años. Los pasaportes de cubierta azul emitidos hasta 2001 y los pasaportes de cubierta burdeos (emitidos hasta 2006) siguen siendo válidos hasta las fechas de vencimiento de su estado, sin embargo, su falta de características biométricas significa que tienen restricciones de visa ligeramente diferentes para viajar al extranjero, ya que se consideran tienen características de seguridad insuficientes por parte de algunas naciones, como Canadá (permite el acceso sin visa solo para ciudadanos polacos que poseen un pasaporte biométrico). 
Los pasaportes polacos completos se emiten por un período de diez años, mientras que los emitidos a menores son válidos hasta un máximo inicial de cinco años. 
Los titulares de pasaportes emitidos antes del 13 de abril de 1993 que buscan renovar sus pasaportes requieren el documento adicional "Confirmación de ciudadanía polaca" emitido por su autoridad provincial local. 
Los pasaportes temporales se emiten por un período de un año. 

## Diseños de pasaportes anteriores y actuales
El pasaporte polaco de hoy es muy diferente de los que aparecieron después de la Primera Guerra Mundial, después de la creación de la Segunda República Polaca. Los pasaportes comenzaron a aparecer alrededor de 1920 y eran de papel simple, diseño y calidad. Estos duraron hasta alrededor de 1929, cuando se diseñaron e imprimieron pasaportes de cubierta azul con cubierta dura y papel de buena calidad marcado con agua. Estos pasaportes azules se usaron durante la Segunda Guerra Mundial y se siguieron emitiendo a los refugiados polacos después de la guerra de los consulados polacos en países extranjeros hasta al menos 1947.
Durante los años de la República Popular de Polonia, de 1952 a 1989, se adoptó otro diseño compuesto por los idiomas polaco, francés y ruso. Además, durante este período, la corona del águila blanca polaca estaba ausente del emblema en la tapa del pasaporte. 
Actualmente hay tres diseños de pasaportes polacos en uso. Un diseño contiene datos biométricos y la inscripción UNIÓN EUROPEA en polaco en la portada (introducida en 2006), y dos sin esas características: uno con una cubierta roja (emitida entre 2001 y 2006) y otra con una cubierta azul marino (emitida antes de 2001). Los pasaportes de los diseños antiguos conservan su validez hasta la fecha de vencimiento, pero ya no se expiden. 

Los dos diseños más recientes son trilingües y están escritos en polaco, inglés y francés. El más antiguo de los tres diseños está escrito además en ruso, con la excepción de la página con datos personales que solo es bilingüe (polaco e inglés). 

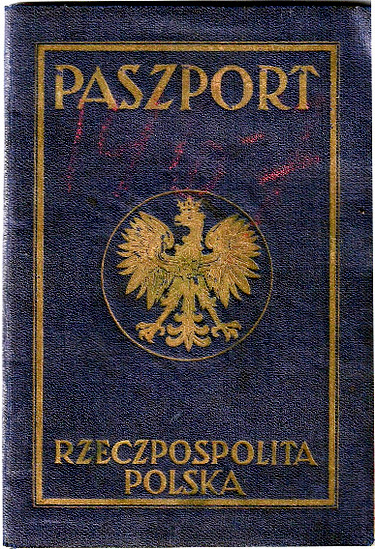
Pasaporte de la Segunda República Polaca, 1934.
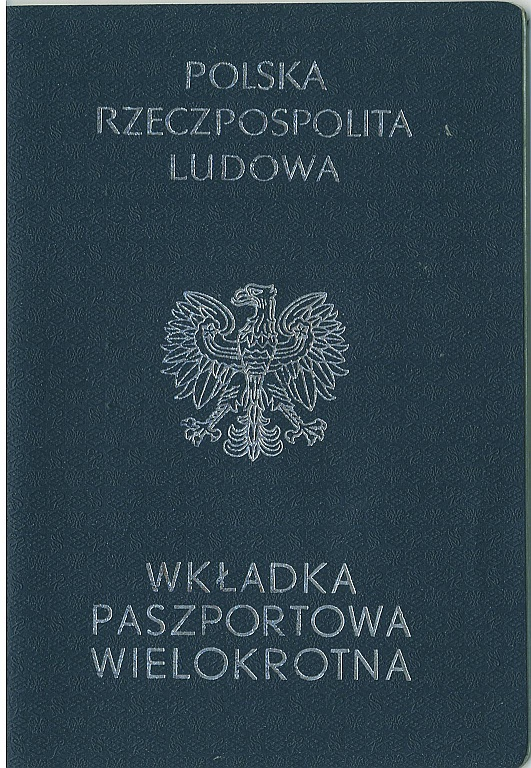
Pasaporte interno de la República Popular de Polonia (válido para el Bloque del Este)
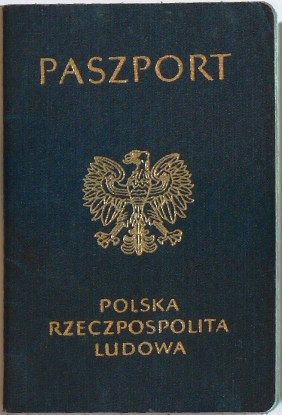
Portada del pasaporte de la República Popular de Polonia (hasta la caída del comunismo - 1990)
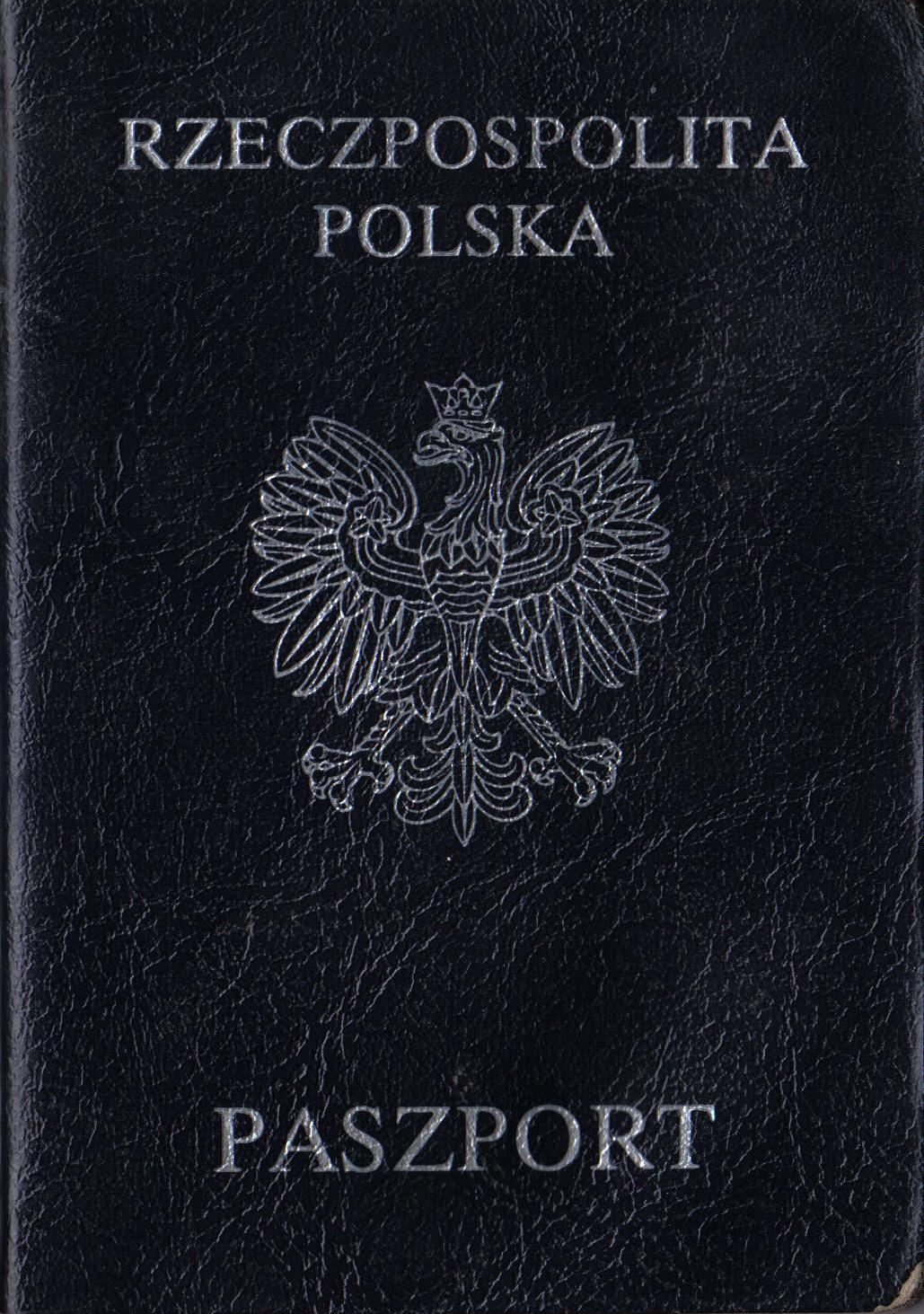
Pasaporte cubierto antes de 2001
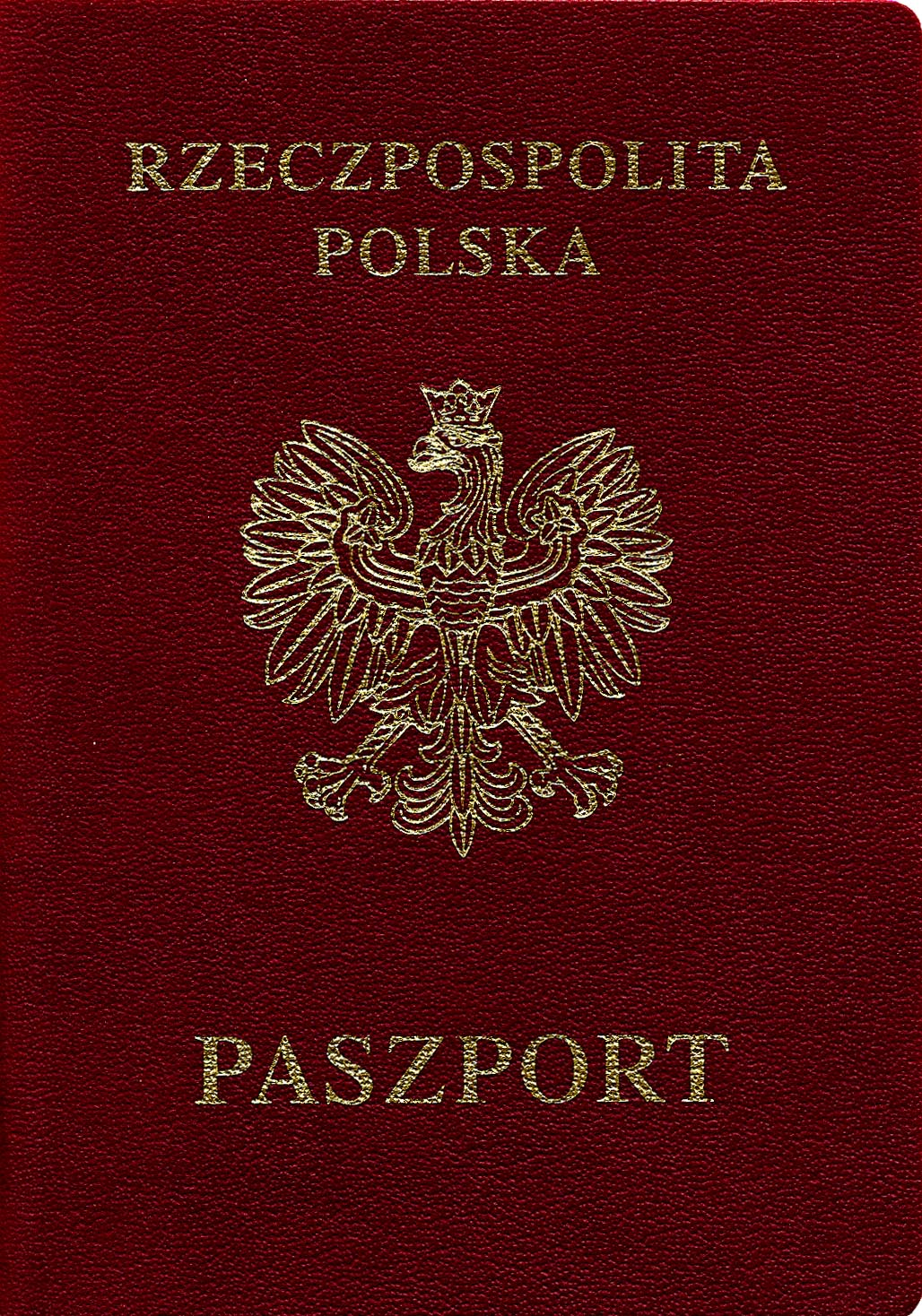
Funda de pasaporte 2001-2006
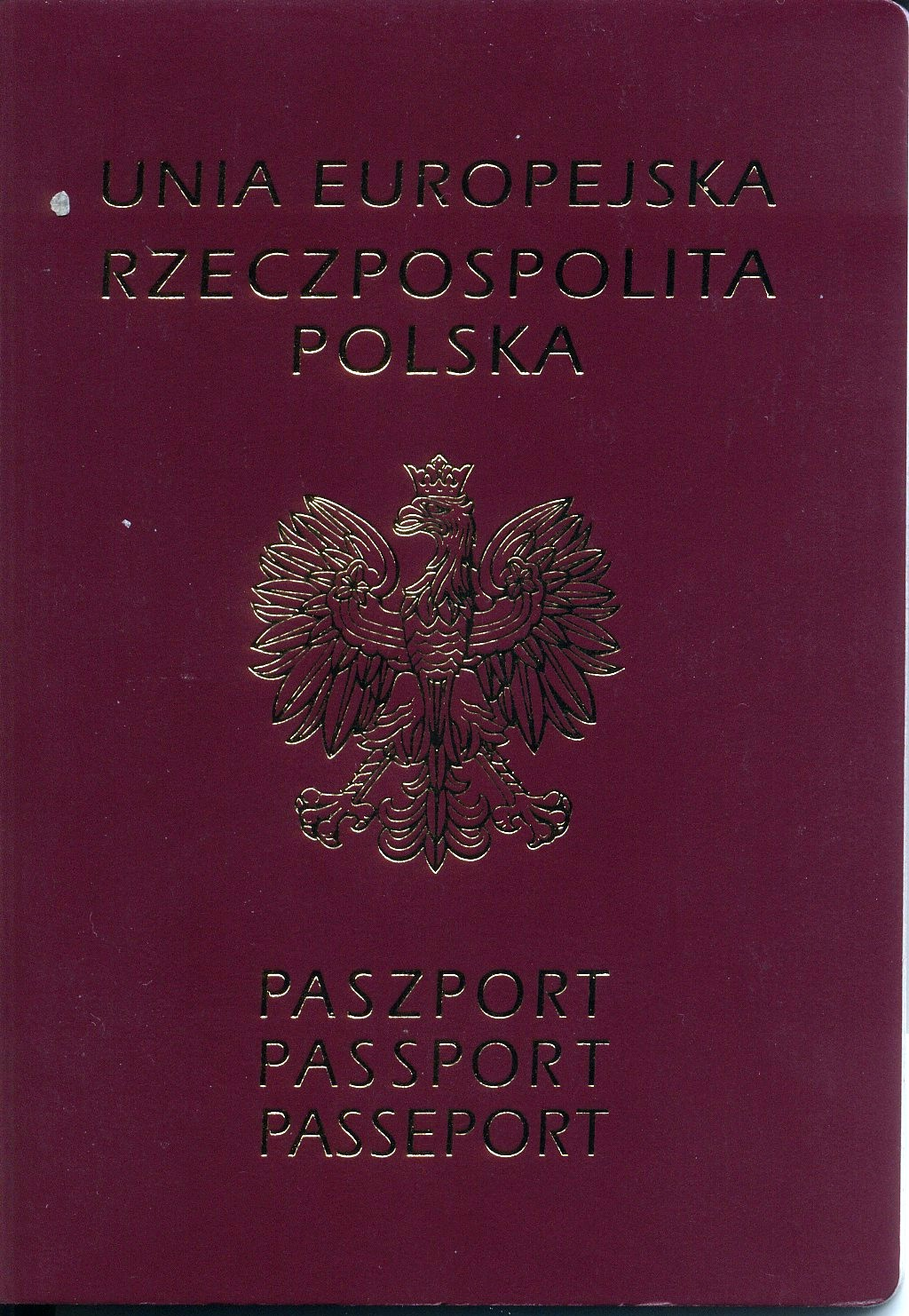
Funda de pasaporte 2007 (no biométrica)
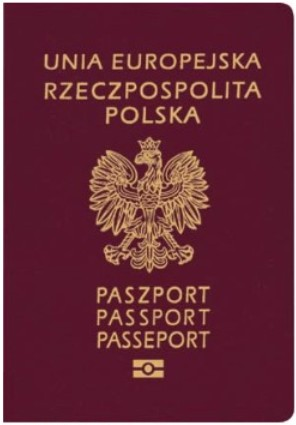
Pasaporte polaco antes del 6 de noviembre de 2018

### Apariencia física y datos que contiene

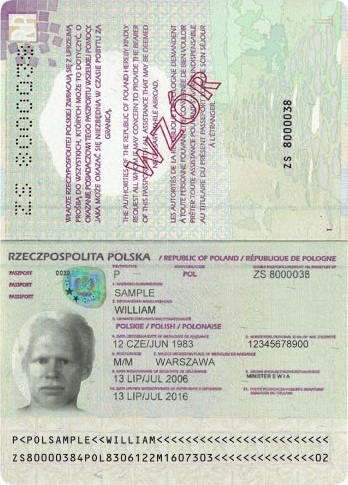
La portada de un pasaporte biométrico polaco contemporáneo y una página de información.

Los pasaportes polacos emitidos desde 2006 son de color burdeos, con las palabras "UNIA EUROPEJSKA"  (UNIÓN EUROPEA ) y "RZECZPOSPOLITA POLSKA"  (REPÚBLICA DE POLONIA) inscrita en la parte superior de la portada. El águila blanca polaca está estampada en el centro de la cubierta, y debajo de esto las palabras "PASZPORT" , "PASAPORTE" se encuentran. El pasaporte polaco tiene el símbolo biométrico estándar estampado debajo del conjunto final de texto que denota el documento como pasaporte, y utiliza el diseño estándar de la Unión Europea. Los pasaportes diplomáticos también son de color burdeos y tienen esencialmente el mismo diseño, pero las traducciones al francés, inglés y polaco de la palabra "pasaporte" se sustituyen por las de "pasaporte diplomático"; "PASZPORT DYPLOMATYCZNY" , "PASAPORTE DIPLOMÁTICO". 
Los pasaportes temporales tienen las palabras "PASZPORT TYMCZASOWY", "PASAPORTE TEMPORAL" en la portada y contiene 16 páginas. No llevan el logotipo del pasaporte biométrico. 
La declaración en un pasaporte polaco declara en polaco, español: 
LAS AUTORIDADES DE LA REPÚBLICA DE POLONIA AQUÍ SOLICITAN POR FAVOR A TODOS LOS QUE PUEDAN PROPORCIONAR PROPORCIONAR AL PORTADOR DE ESTE PASAPORTE TODA LA AYUDA QUE PUEDA SER NECESARIA MIENTRAS SE ENCUENTRA EN EL EXTRANJERO.
La declaración polaca para la cual es: 
WŁADZE Rzeczypospolitej Polskiej ZWRACAJĄ SIĘ Z UPRZEJMĄ PROŚBĄ DO Wszystkich, ktorých môže A DOTYCZYĆ, O OKAZANIE POSIADACZOWI TEGO PASZPORTU WSZELKIEJ POMOCY, JAKA môže OKAZAĆ SIĘ NIEZBĘDNA W czasie pobytu ZA granica.

## Página de información de identidad
El pasaporte polaco incluye los siguientes datos:
- Foto del titular del pasaporte
- Tipo (P)
- Código (POL)
- Pasaporte N°.
- 1) Apellido
- 2) Nombres completos
- 3) Nacionalidad (POLSKIE POLISH POLONAISE)
- 4) Fecha de nacimiento
- 5) Identificación Personal. No. (PESEL)
- 6) Sexo
- 7) Lugar de nacimiento
- 8) Fecha de emisión
- 9) Autoridad
- 10) Fecha de expiración
- 11) Firma del titular

La página de información termina con la Zona legible por máquina que comienza con P <POL. 
En un pasaporte temporal, esta información de identificación está en una etiqueta adhesiva similar a una visa pegada en la página 2. La etiqueta tiene un número de serie impreso debajo de la fecha de vencimiento y sobre la Zona de lectura mecánica; el número de serie de la etiqueta también se indica en la página 3. La pegatina no incluye espacio para la firma del titular. En cambio, el titular firma el pasaporte temporal en la página 16. 

### Información biométrica
Los pasaportes biométricos contienen un chip RFID que contiene los datos impresos del pasaporte en formato digital junto con la fotografía en formato JPEG junto con una clave digital para verificar que los datos contenidos sean auténticos y no hayan sido alterados. Solo se puede acceder a los datos del chip después de usar los códigos impresos en la parte inferior de la página de datos personales del pasaporte. La Unión Europea exige que los datos de huellas digitales se almacenen en los pasaportes de los Estados miembros a más tardar en junio de 2009. Polonia ya cumple con esta ley europea sobre la recopilación de datos de identidad y, desde 2006, exige a los solicitantes de pasaportes que proporcionen escaneos de huellas digitales y otra información relacionada con los rasgos faciales al solicitar un nuevo pasaporte. 

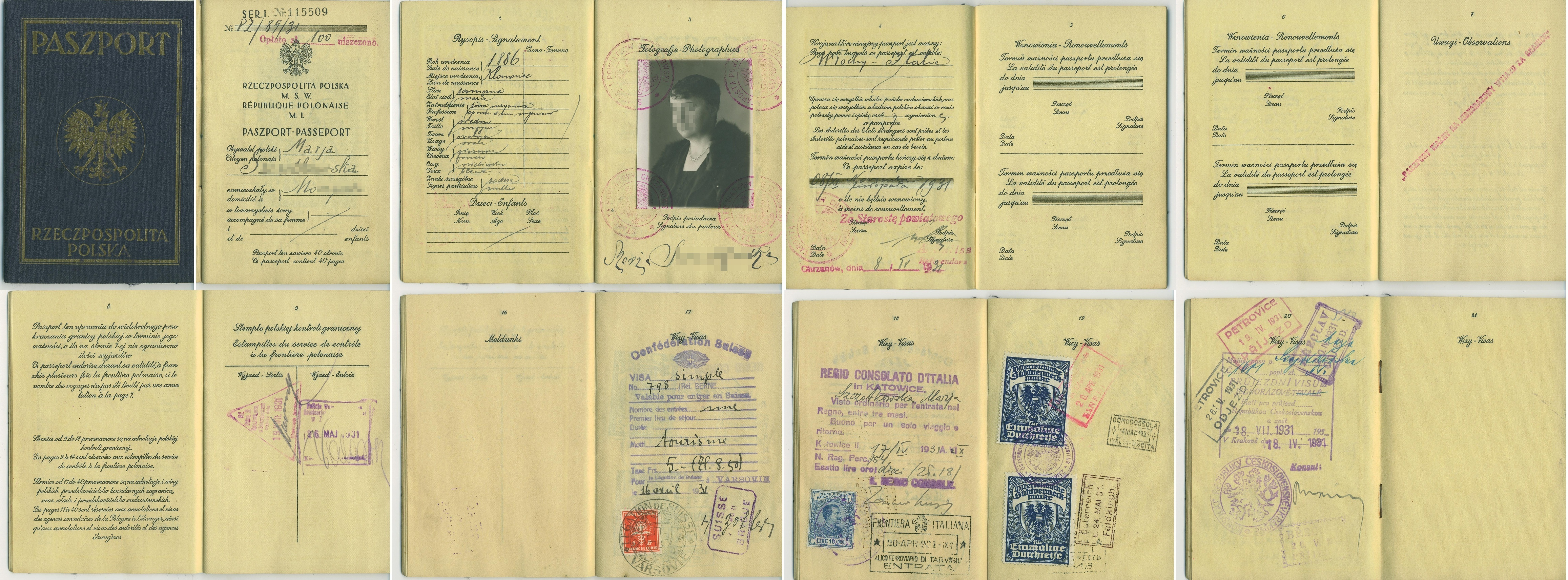
El conjunto completo de páginas de un pasaporte polaco emitido en 1931. En este momento, los pasaportes polacos se imprimían solo en polaco y francés.

### Idiomas
La página de datos/información está impresa en polaco, inglés y francés, mientras que la traducción de esta información a otros idiomas oficiales de la Unión Europea se puede encontrar en otra parte del documento. El pasaporte también contiene dos páginas reservadas para notificaciones oficiales que generalmente solo se registran en polaco.

## Viajes sin visa

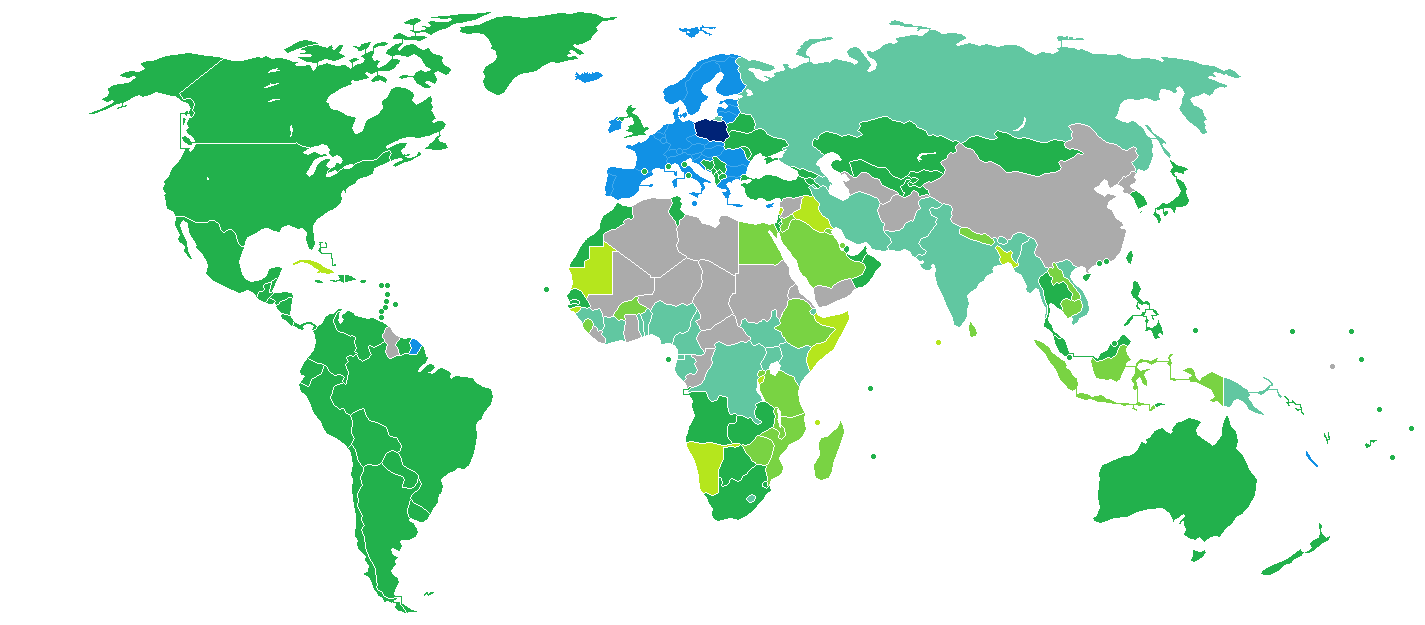
Requisitos de visa para ciudadanos polacos
Polonia
Movimiento libre
No requiere visa
Visa al llegar
eVisa
Visa disponible tanto a la llegada como en línea
Se requiere visa antes de la llegada

Los requisitos de visa para los ciudadanos polacos son restricciones administrativas de entrada por parte de las autoridades de otros estados asignados a ciudadanos de Polonia. Los ciudadanos polacos disfrutan de libertad de movimiento en el Espacio Económico Europeo y pueden viajar por el EEE por derecho. A partir de julio de 2019, los ciudadanos polacos tenían acceso sin visa o con visa a la llegada a 172 países y territorios, lo que clasificó el pasaporte polaco en el puesto 16 en términos de libertad de viaje según el Índice de pasaportes de Henley.